# Azkar Lugo "B"
El Azkar Lugo B es el segundo equipo o filial del Azkar Lugo FS. Fue refundado en 2005 adquiriendo la plaza en la Primera Nacional "A", actual Segunda División "B" del Enredo A Estrada. Desde ese entonces ha participado ininterrumpidamente en la categoría. Anteriormente había militado una temporada en Tercera División Nacional y otra en la Liga Provincial.
En el año 2011 se ha realizado un convenio de colaboración con el Área 10 Escola-Clube con lo cual el equipo desde ese momento hasta el fin de la temporada 2012/13 se denominó Área 10 Prone Lugo.

## Historial
- 2001/2002 Liga Provincial
- 2002/2003 Primera Nacional "B"
- 2005/2006 Primera Nacional "A"
- 2006/2007 Primera Nacional "A"
- 2007/2008 Primera Nacional "A"
- 2008/2009 Primera Nacional "A"
- 2009/2010 Primera Nacional "A"
- 2010/2011 Primera Nacional "A"
- 2011/2012 Segunda División "B"